# De koningskinderen
De koningskinderen is een olieverfschilderij van de Nederlandse kunstschilder Matthijs Maris, geschilderd rond 1890. Het toont twee schimmige vrouwfiguren en refereert aan een Middeleeuws lied met dezelfde titel. Het doek bevindt zich in de collectie van Museum De Lakenhal in de Nederlandse stad Leiden.

## Context
Sprookjes en volksverhalen zijn altijd een belangrijk thema geweest binnen het oeuvre van Maris. Vanaf begin jaren 1870 zien we steeds vaker figuren als prinsessen, spinsters en geitenhoedsters in zijn schilderijen. Nadat hij in 1877 van Parijs naar Londen vertrok, zou zijn werk allengs steeds minder verband met de werkelijkheid gaan tonen, deels onder invloed van de Engelse prerafaëlieten. De koningskinderen is hiervan een exemplarisch voorbeeld. Maris schilderde het werk in zijn atelier te Londen, waar hij een vrij geïsoleerd bestaan leidde.

## Afbeelding
De koningskinderen refereert aan een middeleeuws lied dat begint met: "Het waren twee coninckskinderen / Si hadden makander so lief / Si conden byeen niet komen / Het water was veel te diep". Maris gaf met betrekking tot het werk aan dat de twee vrouwenfiguren eigenlijk niet zozeer voor elkaar onbereikbaar zijn, als wel voor de kijker. Het kan daarmee geïnterpreteerd worden als een verwijzing naar niet sensuele liefde, die in de ogen van Maris enkel als droom of visioen kan ontstaan.
Het schilderij is niet of nauwelijks verhalend, en richt zich vooral op het creëren van een stemming door het maximaal onstoffelijk maken van onderwerp en materie. De monochrome opzet en de ontbrekende contouren, creëren afstand met de realiteit. Ook de bewerkingswijze draagt daaraan bij. Met dunne lagen verf, die hij laag over laag en uiterst droog opbracht (met heel weinig olie), schilderde hij zijn schimmige gestaltes als een gedroomd visioen. Tegelijkertijd hield hij de textuur van het doek duidelijk zichtbaar, waarmee een matte uitstraling ontstaat. De geëxalteerde schimmige verschijningen doen denken aan de vroege renaissance-kunst, die ook door de prerafaëlieten werd bewonderd. De koningskinderen wordt gezien als een van de vroegste werken uit de Nederlandse symbolistische kunst, samen met ander werk van Maris uit de betreffende periode.

## Galerij

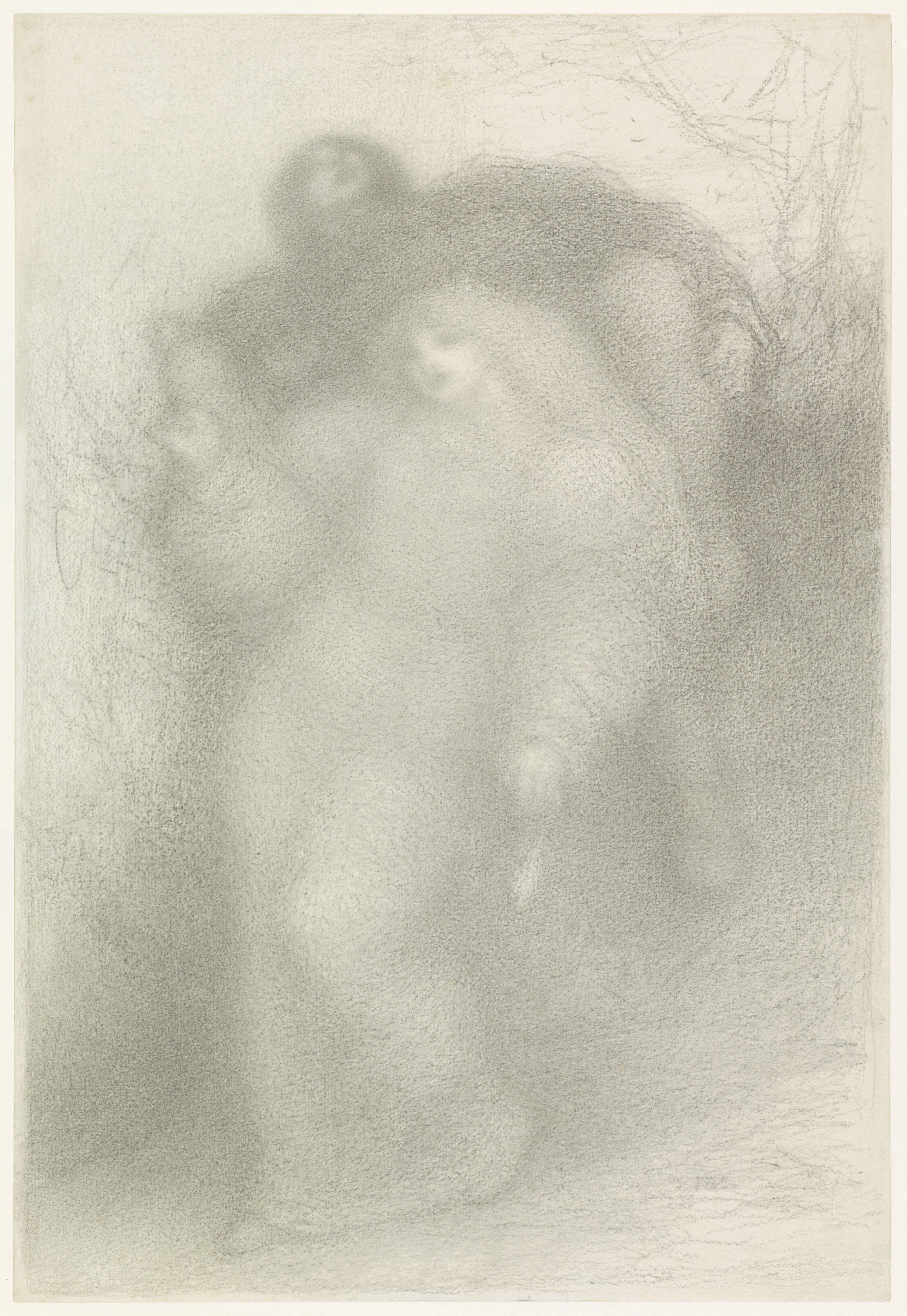
De koningskinderen, tekening in zwart krijt, Rijksmuseum.
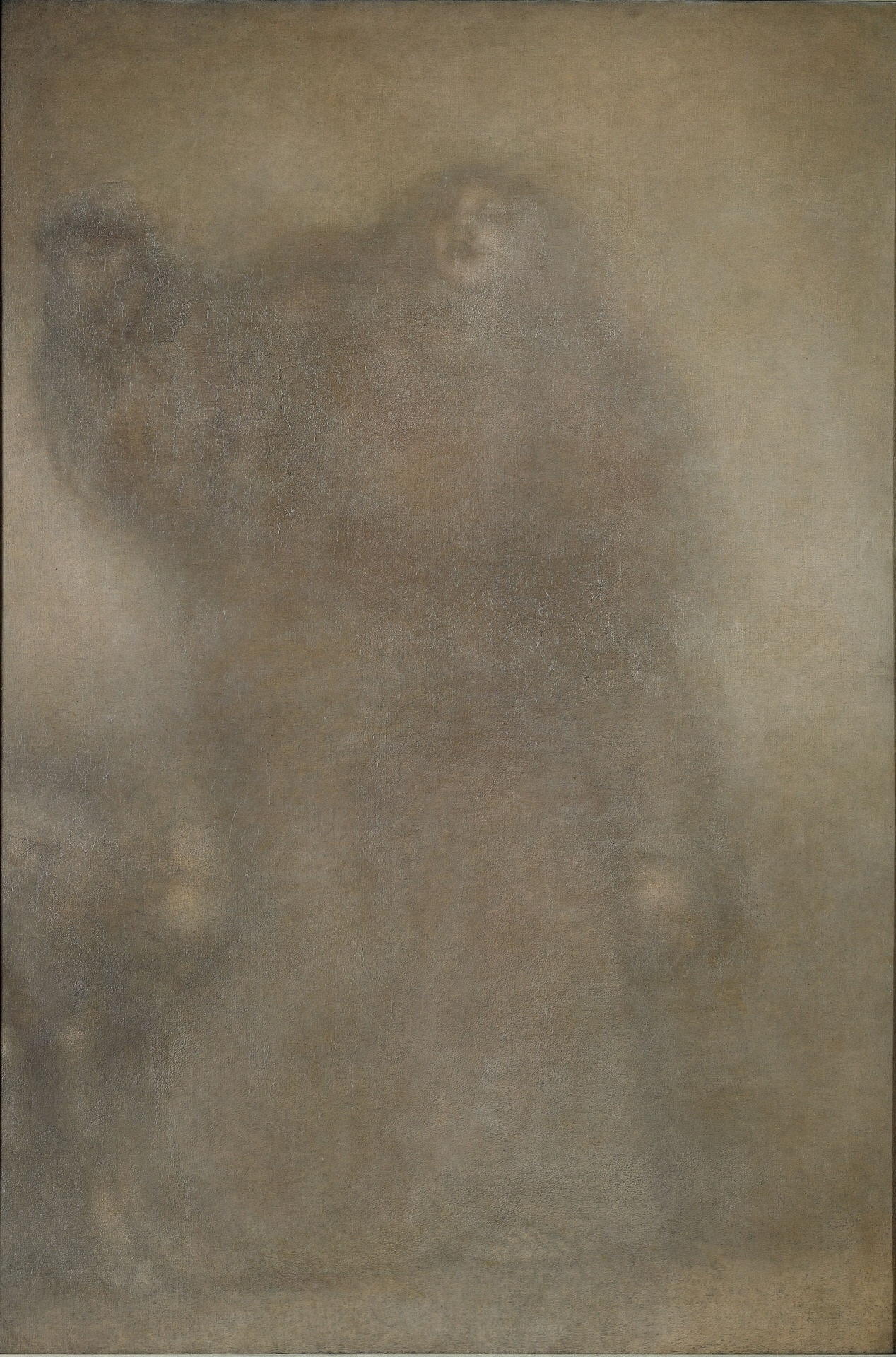
De schaapherderin, genaamd Monumental conception of humanity, vergelijkbaar werk, Rijksmuseum.
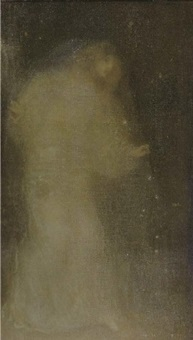
Het meisje met de sluier, dezelfde periode, privé bezit.
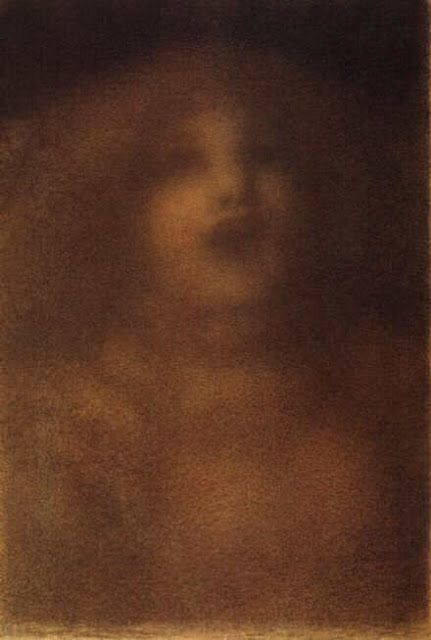
Extase, tekening in houtskool met waterverf, zelfde periode, mogelijk met eenzelfde model als in De koningskinderen